# Redefine (Soil)
Redefine è il terzo album in studio dei Soil. È stato pubblicato nel 2004, l'ultimo con l'etichetta J Records, che furono costretti poi a lasciare a causa di un forte calo delle vendite.

## Tracce
1. Pride
2. Redefine
3. Can You Heal Me
4. Cross My Heart
5. Suffering
6. Remember
7. Deny Me
8. Something Real
9. Say You Will
10. Love Hate Game
11. Obsession